# 恩菲爾德 (明尼蘇達州)
恩菲爾德（英語：Enfield）是位於美國明尼蘇達州賴特縣錫爾弗克里克鎮區的一個非建制地區。

## 地理
恩菲爾德所處的海拔為高於海平面310米（即1017英呎），而該地所採用的時區為UTC-6，即北美中部時區（CST）。同時該地設有夏令時間，為UTC-6調快一小時，即UTC-5（CDT）。